# 미도리 (운영 체제)
미도리(Midori)는 마이크로소프트가 윈도우를 대체하여 개발하다 백지화된 차세대 운영 체제의 코드네임이었다.
마이크로소프트 내부의 프로젝트인 싱귤래리티(Singularity) 프로젝트에 기반을 둔 것으로 추정되며, 2005년까지 마이크로소프트의 서버 사업부 총책임자로 활동해온 기술전략부 수석 부사장 에릭 루더가 이 프로젝트를 총괄하고 있던 것으로 알려졌다. 마이크로소프트는 2020년 개발 완료를 목표로 하고 있었으나, 2015년 11월 10일 프로젝트 팀을 해체함으로써 백지화했다.

## 특징
이 새로운 운영 체제의 가장 큰 특징은 사용자들이 인터넷을 통해 서버에 접속해 이 시스템을 사용하도록 돼 있다는 점이다. 인터넷 공간 상의 가상화 기술에 기반을 두어, 네트워크 의존성이 탁월한 것으로 평가받고 있다. 이는 컴퓨터에 소프트웨어 형태로 저장돼 구동되는 현재의 마이크로소프트 윈도우와는 차이를 보이는 부분이다.